# نیپور
نیپور شهری باستانی در شمال سومر در میان‌رودان واقع در عراق امروزی بود.
نیپور در محل شهر امروزی نُفَر قرار دارد و در زمان باستان در کنار مسیر رودخانه فرات آن زمان قرار داشت.
نتیجه کاوشهای باستانشناسی انجام شده پس از جنگ جهانی دوم کشف یک زیگورات و کتابخانه شهر نیپور بود. بسیاری از قطعات معروف ادبیات سومری از کتابخانه نیپور بدست آمده‌است. نوشتگان این ادبیات دربرگیرنده، داستان‌های حماسی، افسانه‌ها، فهرست خدایان و زبانزدهای سومری هستند.
نیپور پایتخت مذهبی سومر بود ولی از دیدگاه سیاسی شهر مهمی بشمار نمی‌آمده‌است. ایزد شهر نیپور که انلیل نام داشت به دلایلی نامعلوم خدای اعظم ایزدستان (گروه خدایان) سومری شد و از این دیدگاه از خدای شهر اوروک که آن نام داشت پیشی گرفت. سالها پس از آن مردوک از نظر اهمیت بر انلیل برتری یافت.
نیایشگاه اصلی شهر نیپور اکور (معبد کوهستان) نام داشت که یکی از نامهای انلیل بوده‌است.